# الیشا گری
الیشا گری (به انگلیسی: Elisha Gray) (زاده ۲ اوت ۱۸۳۵ – مرگ ۲۱ ژانویه ۱۹۰۱) مهندس برق آمریکایی بود که شرکت تولیدات الکتریکی آمریکایی را تأسیس کرد. او بیشتر به خاطر توسعه دادن تلفن از حالت ابتدائی در سال ۱۸۷۶ در هایلندپارک ایلینوی شهرت داشت و از نظر بسیاری مخترع اصلی تلفن مقاومت متغیر شناخته می‌شد. صرفنظر از ازدست دادن اختراع تلفن به نفع الکساندر گراهام بل، گری بخاطر ثبت بیشتر از ۷۰ اختراع جایزه دریافت کرد.